# ウナギ目
ウナギ目（ウナギもく、学名：Anguilliformes）は
、硬骨魚類の分類群の一つ。8亜目19科159属で構成され、ウナギ・アナゴ・ハモ・ウツボなど約938種が記載される。

#### ウナギ目とは異なる目
フウセンウナギ目はウナギ目とは異なる近縁のグループと考えられていたが、1990年代以降のミトコンドリアDNA解析に基づく研究によれば、ウナギ目内部に分岐しウナギ科に近縁である可能性が示唆されている。
ヤツメウナギ・ヌタウナギ・デンキウナギ・タウナギ・トゲウナギ・アミメウナギなどは名前に「ウナギ」を含むがウナギ目の生物ではなく、うちヤツメウナギ・ヌタウナギは円口綱ヤツメウナギ目及び無顎上綱ヌタウナギ綱ヌタウナギ目に分類されるため「広義の魚類」ではあるが、「狭義の魚類」ではない。デンキウナギはデンキウナギ目、タウナギとトゲウナギはタウナギ目、アミメウナギはポリプテルス目に属する。

## 分布・生態

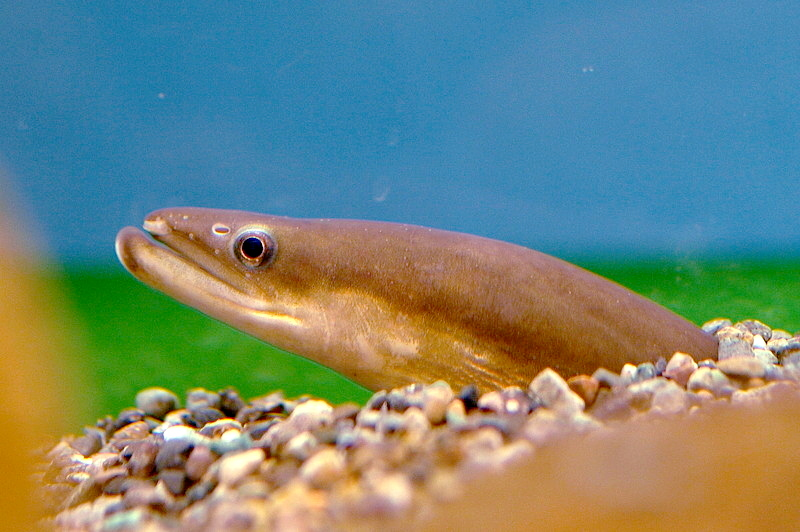
ウナギ（ニホンウナギ） Anguilla japonica （ウナギ科）。ウナギ科の仲間は、海と河川を往復する降河回遊を行うことで知られる

ウナギ目の魚類は熱帯・温帯を中心とした世界中の海域に分布する。所属するほとんどの種類は海水魚で、淡水・汽水域への回遊で知られるウナギ科の仲間も、産卵は海で行う。ウツボ科など沿岸のサンゴ礁・岩礁域に生息する種類から、シギウナギ科・ホラアナゴ科などの深海魚まで、幅広い生息範囲をもつグループである。生涯を河川で暮らす、完全な淡水産種が少なくとも6種知られている。
ウナギ目の魚類の多くは夜行性で、昼は物陰にひそむか、水底の砂泥に潜りこんでいる。夜になると細長い体をくねらせて泳ぎ、餌を探す。チンアナゴなど砂底から離れずプランクトンを待ち伏せするタイプの種類もいるが、多くは肉食性で、他の魚類・甲殻類・貝類・頭足類などを捕食する。ウツボ科・ウミヘビ科・ハモ科の仲間は獲物を捉えるために有効な大きな口と鋭い歯を発達させており、不用意に扱えば人間でも咬みつかれ、負傷することがある。
本目の魚類は一般に小卵多産で、浮遊卵を産卵する。天然のウナギ科魚類の卵は、2009年に西マリアナ海嶺で採取されるまで見つかっていなかった。
卵から孵化した仔魚（しぎょ）はレプトケファルス（葉形仔魚；Leptocephalus）と呼ばれ、半透明で木の葉のように平たい形をした独特な幼生期を経て成長する。これはウナギ目が属するカライワシ上目（他にカライワシ目・ソトイワシ目・フウセンウナギ目）の魚類に共通する特徴である。本目のレプトケファルスは尾鰭が小さく円みを帯び、背鰭・臀鰭と連続している点が特徴となっている（フウセンウナギ目も同様の特徴をもつ）。レプトケファルスと成魚の形態はそれぞれ独立に進化したと考えられており、親子の対応関係が不明な種類が依然として存在している。
ウナギ目のレプトケファルス幼生は漂泳生活を送りながら成長し、20cm未満（50cmを超える種類もある）で変態を行って成魚とほぼ同じ形態の稚魚となる。この変態の過程において、一般に体長は短縮する。

## 形態
成魚の体は細長い円筒形で、いわゆるウナギ型をしている。鱗をもたない種類が多く、存在する場合は厚い皮膚に埋もれている。鰓の開口部は狭く、鰓耙をもたない。鰓弓は神経頭蓋から遊離し、後方に移動する。浮き袋をもち、卵管を欠く。
鰭はすべて軟条で構成され、棘条は発達しない。すべての種類が腹鰭とそれを支える骨格をもたず、ウツボ科の仲間では胸鰭も欠いている。胸鰭は体側面の中央より背中側に位置しており、支える骨格は頭蓋骨と接続していない。背鰭と臀鰭の基底は著しく長く、尾鰭とつながって1つの鰭のようになっている。ただしウミヘビ類では尾鰭の先端が切れ、肉質部分が突き出た種類もいる。
顎は歯を備えた主上顎骨によって縁取られ、前上顎骨・鋤骨・篩骨は癒合し単一の骨となっている。接続骨・方骨は癒合する。間在骨・眼窩蝶形骨・中烏口骨・後側頭骨・後擬鎖骨・前主上顎骨を欠き、鰓条骨は6-49個。

## 分類
ウナギ目にはNelson（2016）の体系において、ウナギ亜目・ウツボ亜目・アナゴ亜目など8亜目の下、19科・159属・約938種が認められている。

### ムカシウナギ亜目 Protanguilloidei
パラオムカシウナギ Protanguilla palau のみが属する
- ムカシウナギ科 Protanguillidae
  - ムカシウナギ属 Protanguilla
    - パラオムカシウナギ Protanguilla palau

### Synaphobranchoidei亜目
1科3亜科12属38種が属する

#### ホラアナゴ科
ホラアナゴ科 Synaphobranchidae は、鰓の開口部が体側面の下部にあり、胸鰭の位置よりも低い。幼魚は管状の眼をもつ。コンゴウアナゴ・ホラアナゴなど深海魚が多く所属する。
- コンゴウアナゴ亜科 Simenchelyinae - コンゴウアナゴのみ、1属1種。鱗は皮膚に埋もれており、極めて柔軟な体をもつ。水深365 - 2,620mの範囲に分布する腐肉食性の深海魚である。オヒョウなど大型生物の死骸に潜り込む習性から、かつては寄生性の魚類と考えられていた。
  - コンゴウアナゴ属 Simenchelys

- リュウキュウホラアナゴ亜科 Ilyophinae - 7属26種。下顎は上顎よりも短く、体には鱗がない。胸鰭を欠く種類がある。
  - アサバホラアナゴ属 Dysomma
  - スルガアナゴ属 Dysommina
  - ヒレジロアナゴ属 Meadia
  - リュウキュウホラアナゴ属 Ilyophis
  - 他3属

- ホラアナゴ亜科 Synaphobranchinae - 4属11種。下顎は上顎よりも長く、鱗をもつ。
  - ホラアナゴ属 Synaphobranchus
  - Haptenchelys 属
  - 他2属

### ウツボ亜目
ウツボ亜目 Muraenoidei は3科・19属・約213種からなる。前頭骨は分割されている。鰓弓と側線の著しい退化、鱗を欠くことが本亜目に共通する特徴である。

#### ザトウウナギ科
ザトウウナギ科 Heterenchelyidae は2属8種からなる。東部太平洋と大西洋に分布する海水魚。鱗と胸鰭をもたず、側線は退化的である。鰓の開口部は体側面の低い位置にある。穴を掘って砂泥中に潜る性質がある。
- ザトウウナギ属 Pythonichthys
- Panturichthys 属

#### ヒレウツボ科
ヒレウツボ科 Myrocongridae は1属5種からなる。東部大西洋から太平洋にかけて分布する。鰓の開口部は小さいが、イワアナゴ科ほどではない。胸鰭をもつ。
- ヒレウツボ属 Myrocongrus

#### ウツボ科

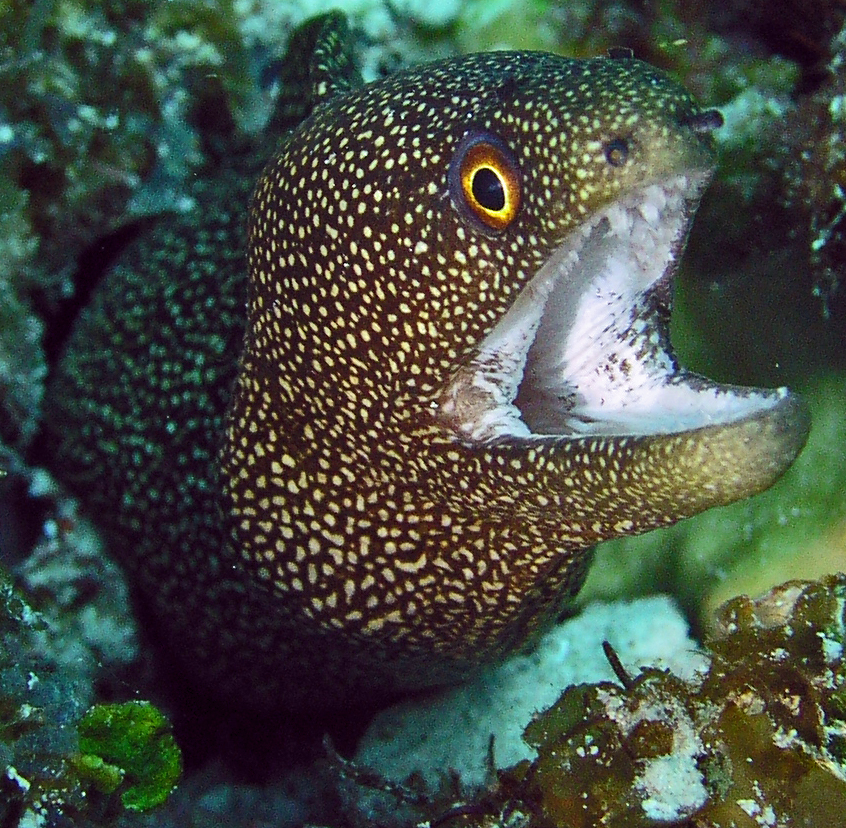
ウツボ科の1種（Muraenidae sp.）。特徴的な斑紋と白色の口腔から、ハナビラウツボ Gymnothorax meleagris の可能性がある

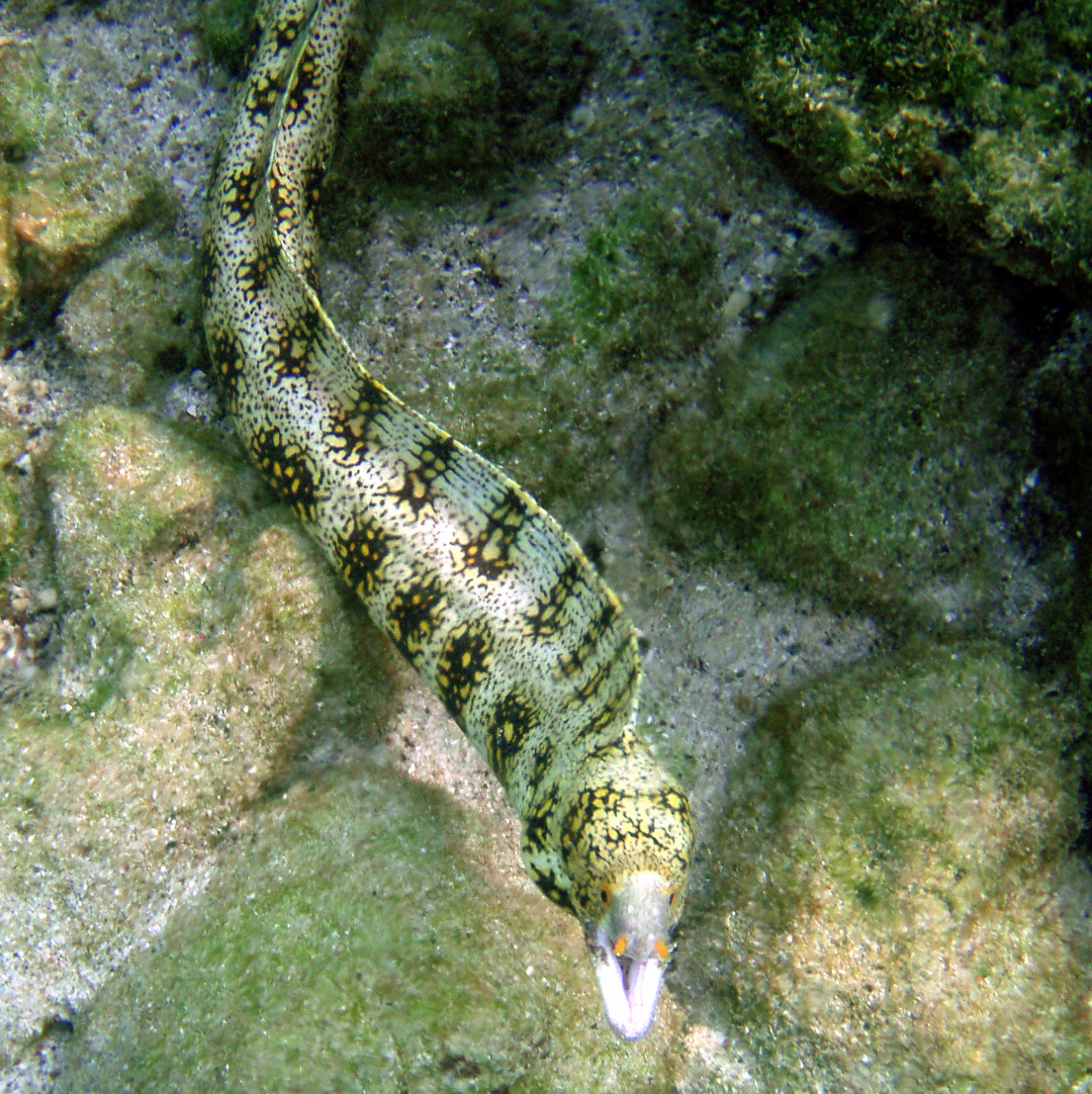
クモウツボ Echidna nebulosa （ウツボ亜科）。性的二形を示す種類であり、臼歯状の歯しかもたない雌に対して、雄は犬歯ももつ

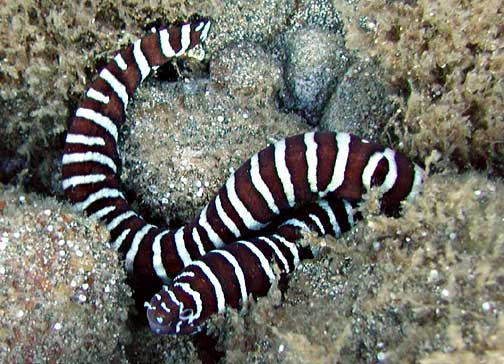
ゼブラウツボGymnomuraena zebra （ウツボ亜科）。白色の横縞が名前の由来

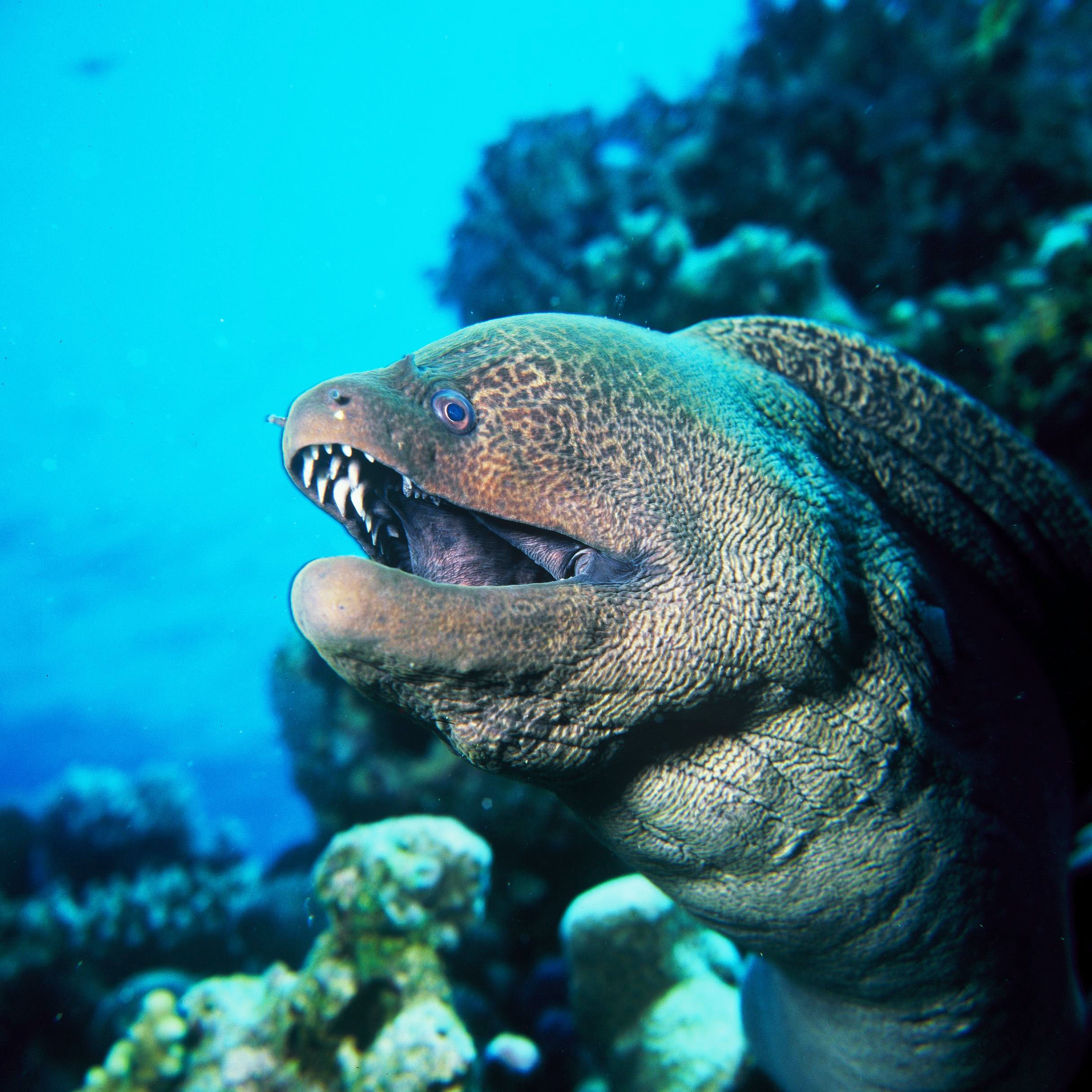
ドクウツボ Gymnothorax javanicus （ウツボ亜科）。シガテラ毒をもつ種類だが、食用として利用されることもある

ウツボ科 Muraenidae は2亜科・16属・約200種で構成される。世界の熱帯・温帯海域に広く分布し、少数の淡水産種を含む。長い牙状の歯をもつ種類が多い。咬まれて怪我をする危険があるほか、ウツボ属の一部はシガテラ毒を有する場合があり、注意を要する海生動物の一群である。
鰓は退化的で、開口部は非常に小さい。側線は頭部にのみある。胸鰭はなく、稚魚の段階でも顕著に退縮している。前鼻孔は吻（口先）にあり、管状に突き出ていることが特徴。後鼻孔は眼のすぐ前に位置し、トラウツボでは前鼻孔と同様に管状となっている。
- キカイウツボ亜科 Uropterygiinae - 5属を含む。背鰭と臀鰭は退縮しており、尾の先端部分にわずかに残るのみである。
  - アミキカイウツボ属 Uropterygius
  - キカイウツボ属 Scuticaria
  - タカマユウツボ属 Anarchias
  - Channomuraena 属
  - Cirrimaxilla 属

- ウツボ亜科 Muraeninae - 11属からなり、ウツボ・トラウツボ・ハナヒゲウツボなどが所属する。背鰭と臀鰭は長く、明瞭。
  - アラシウツボ属 Echidna
  - ウツボ属 Gymnothorax
  - オナガウツボ属 Thyrsoidea
  - コケウツボ属 Enchelycore
  - ゼブラウツボ属 Gymnomuraena
  - タケウツボ属 Strophidon
  - トラウツボ属 Muraena
  - ハナヒゲウツボ属 Rhinomuraena
  - 他3属（Enchelynassa、Monopenchelys、Siderea）

### Chlopsoidei亜目
1科8属22種が属する。

#### イワアナゴ科
イワアナゴ科 Chlopsidae は、三大洋の熱帯・亜熱帯海域に広く分布する。鰓の開口部は円形で、非常に小さい。側線は頭部に小孔として存在し、体部にはない。胸鰭は普通あるが、一部に欠く種類もいる。
- イワアナゴ属 Kaupichthys
- カワリアナゴ属 Robinsia
- ハシヒロアナゴ属 Chilorhinus
- 他5属

### アナゴ亜目
アナゴ亜目 Congroidei は5科・105属・約572種で構成される。前頭骨が癒合していることが、ウナギ亜目・ウツボ亜目と異なる最大の特徴である。

#### ヘラアナゴ科
ヘラアナゴ科 Derichthyidae は4属12種を含む。いずれも中深層から漸深層（水深200-3,000m）を遊泳する深海魚である。背鰭の起始部は胸鰭よりも後ろにある。
- クビナガアナゴ属 Derichthys
- ヘラアナゴ属 Nessorhamphus
- Coloconger
- Thalassenchelys

#### ウミヘビ科

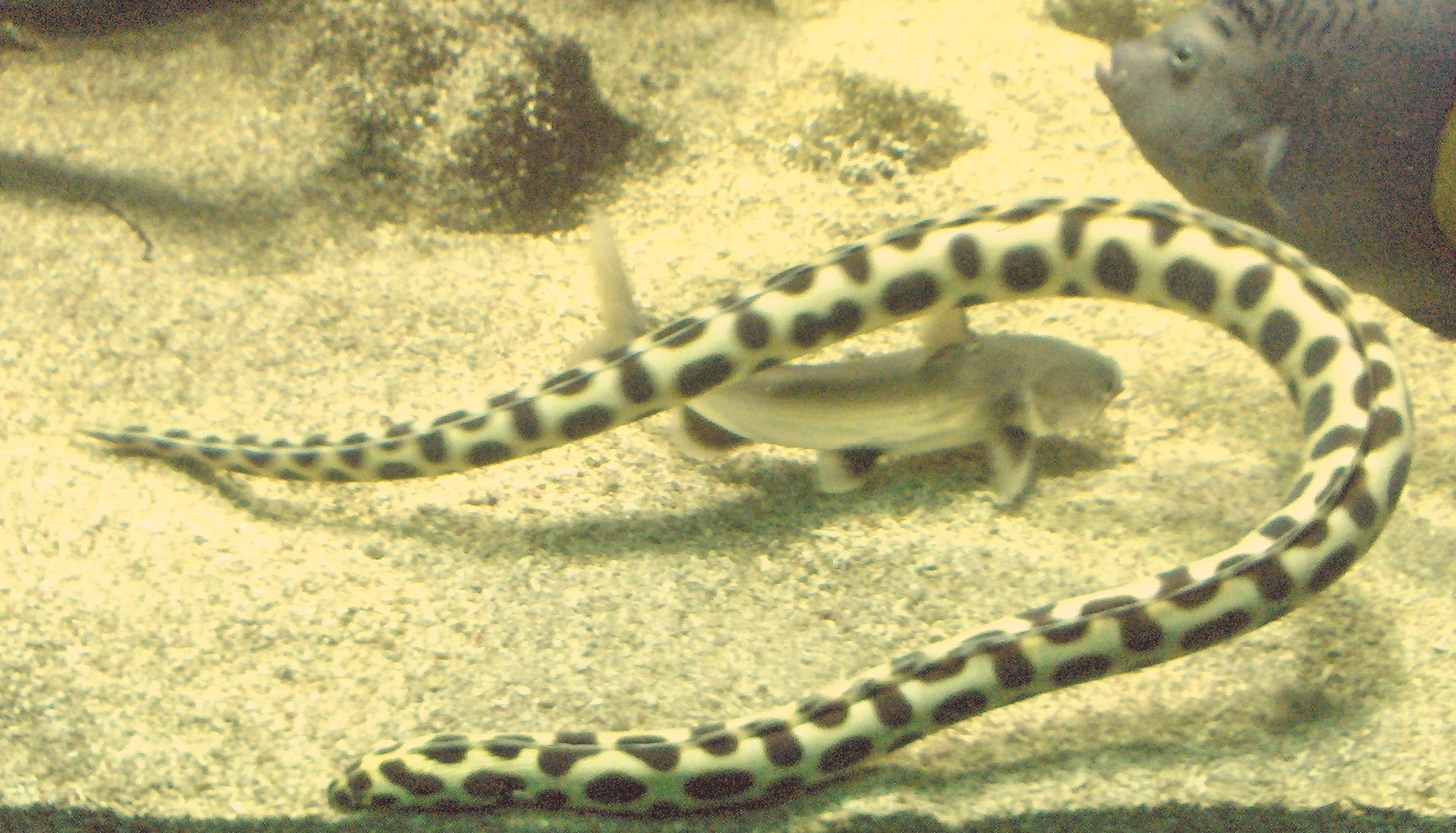
モヨウモンガラドオシ Myrichthys maculosus （ウミヘビ亜科）。黒い斑紋は成長とともに数と大きさが増大する

ウミヘビ科 Ophichthidae は2亜科52属290種で構成される。熱帯・温帯の沿岸域から外洋にかけて分布する。後鼻孔が上唇の側に位置する。鰓を構成する鰓条骨の数が非常に多く、互いに重なり合う特徴的な構造をもつ。胸鰭をもつ種類ともたない種類がいる。尾鰭の形態によって2亜科に分けられている。なお、爬虫類にもウミヘビ科が存在する。
- ニンギョウアナゴ亜科 Myrophinae - 14属からなる。尾端は柔軟で、尾鰭は背鰭・臀鰭と連続しているが、明瞭に存在している。
  - ニンギョウアナゴ属 Myrophis
  - ミミズアナゴ属 Muraenichthys
  - ムカシウミヘビ属 Neenchelys
  - 他11属

- ウミヘビ亜科 Ophichthinae - 45属で構成され、ダイナンウミヘビ・ホタテウミヘビ・モンガラドオシなどを含む。尾端は硬く、尾鰭は認められない。胸鰭・背鰭・臀鰭のいずれかを欠く種類がある。
  - ウミヘビ属 Ophichthus
  - ゴイシウミヘビ属 Myrichthys
  - ゴマウミヘビ属 Apterichtus
  - ハクテンウミヘビ属 Lamnostoma
  - ヒモウミヘビ属 Callechelys
  - ヒレアナゴ属 Echelus
  - ホタテウミヘビ属 Pisodonophis
  - ムラサキウミヘビ属 Mystriophis
  - 他37属

#### ハモ科
ハモ科 Muraenesocidae にはハモ・スズハモなど6属15種が所属する。大きな口に強い犬歯を備える。背鰭の起始部は胸鰭基底の直上か、少し前にある。
- Congresox 属
- シシハモ属 Cynoponticus
- Gavialiceps 属
- ハモ属 Muraenesox
- Oxyconger 属
- Sauromuraenesox 属

#### クズアナゴ科

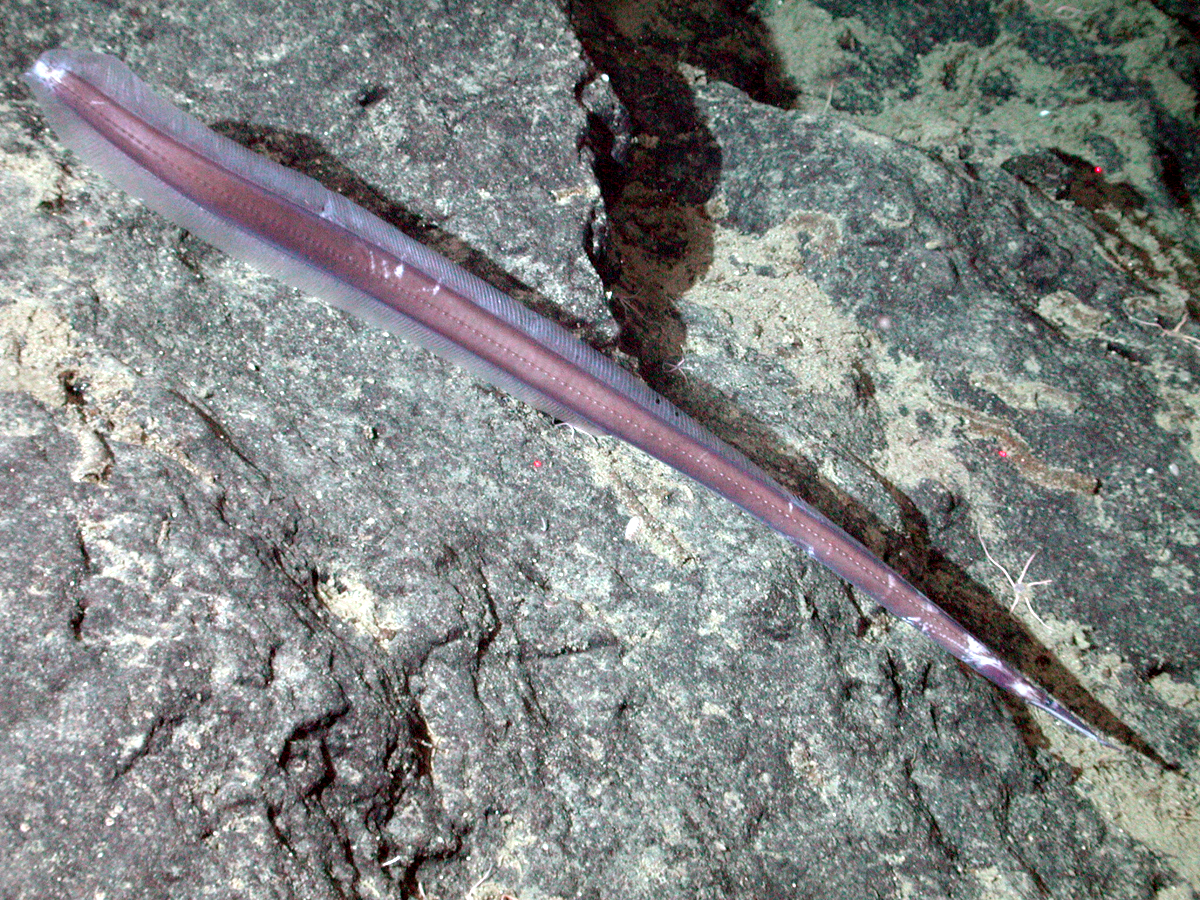
キセルクズアナゴ ' （クズアナゴ科）。水深1,854mにて撮影。写真右下が頭部で、尾部は損なわれている

クズアナゴ科 Nettastomatidae （Witch eels）は深海性の魚類のみ6属42種を含む。体は細長く、吻も突き出ている。成魚は普通胸鰭を欠く。
- イトアナゴ属 Saurenchelys
- キセルクズアナゴ属 Venefica
- クズアナゴ属 Nettastoma
- ハシクズアナゴ属 Nettenchelys
- ヒバシアナゴ属 Hoplunnis
- Facciolella 属

#### アナゴ科

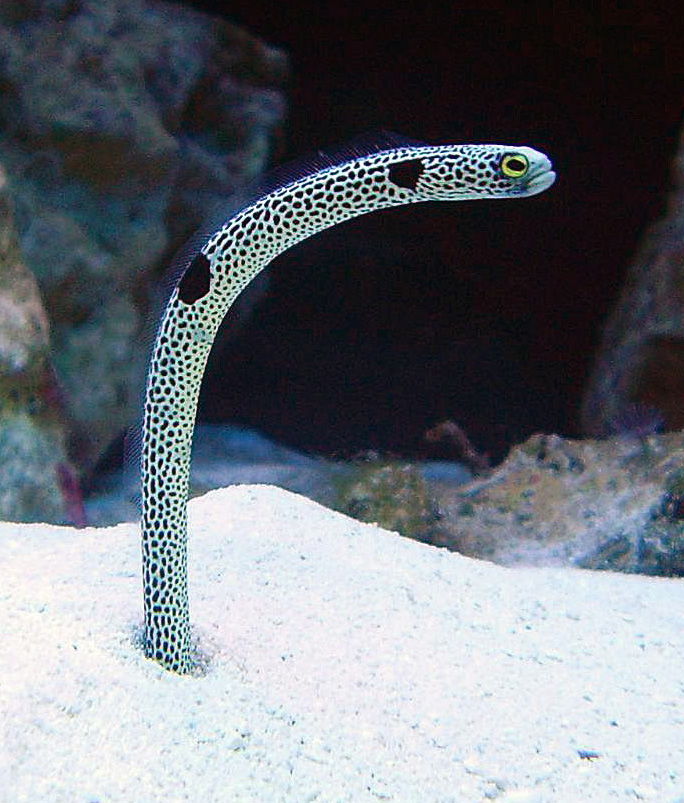
チンアナゴ Heteroconger hassi （チンアナゴ亜科）。水流の速い砂地に潜行し、流れてくるプランクトンを捕食する

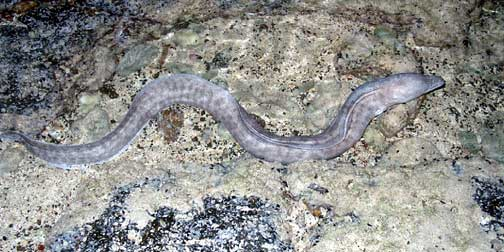
キリアナゴ Conger cinereus （クロアナゴ亜科）。サンゴ礁など、浅い海に住む種類

アナゴ科 Congridae は3亜科・30属・約194種で構成される。世界中の熱帯・温帯海域に分布する。側線は完全で、ほとんどの種類は胸鰭をもつ。
- クロアナゴ亜科 Congrinae - 約22属で構成され、マアナゴ・クロアナゴなどが所属する。背鰭・臀鰭の鰭条には分節があり、発達した胸鰭をもつ。
  - アイアナゴ属 Uroconger
  - キツネアナゴ属 Rhynchoconger
  - ギンアナゴ属 Gnathophis
  - クロアナゴ属 Conger
  - ヒモアナゴ属 Acromycter
  - 他17属

- チンアナゴ亜科 Heterocongrinae - 2属を含み、チンアナゴ・シンジュアナゴなどが属する。背鰭と臀鰭の鰭条は分節をもたない。胸鰭は小さいか、もたない場合もある。体は細長く口は小さい。下顎は上顎よりも突き出ている。砂地の海底に集団で生息し、巣穴から体を垂直に伸ばして漂うプランクトン類を捕食する習性をもつ。
  - シンジュアナゴ属 Gorgasia
  - チンアナゴ属 Heteroconger

- ホンメダマアナゴ亜科 Bathymyrinae - 6属からなり、ゴテンアナゴなどを含む。背鰭・臀鰭の鰭条は分節しない。胸鰭はよく発達している。
  - ゴテンアナゴ属 Ariosoma
  - メダマアナゴ属 Parabathymyrus
  - 他4属（Bathymyrus、Chiloconger、Paraconger、Kenyaconger）

### Moringuoidei亜目
1科2属15種が記載される。

#### ハリガネウミヘビ科

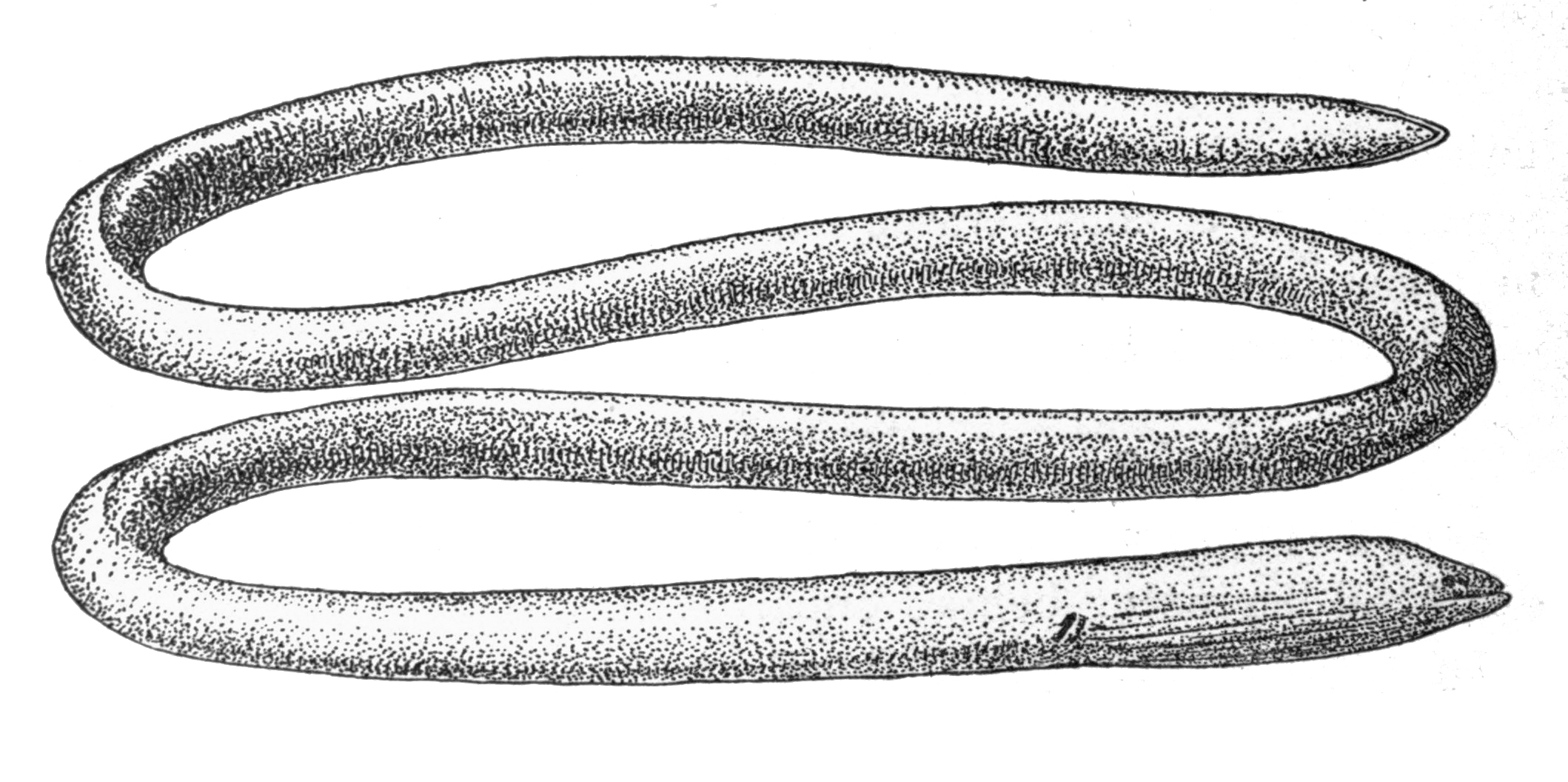
トビハリガネウミヘビ Moringua javanica （ハリガネウミヘビ科）。本科魚類は細長い体と皮膚に埋もれた小さな眼が特徴で、砂泥中での生活に適応している

ハリガネウミヘビ科 Moringuidae は、世界中の熱帯海域に分布し、少数の淡水産種も含まれる。体は極端に細長く、背鰭・臀鰭の丈は短い。鱗はなく、胸鰭は非常に小さい。鰓の開口部の位置は低い。眼は小さく、皮膚に埋もれている。これらの独特な形態学的特徴は、彼らが行う砂泥中での潜伏生活への適応と考えられている。
- ハリガネウミヘビ属 Moringua
- Neoconger 属

### Saccopharyngoidei亜目
4科5属28種が属する。

#### Cyematidae科
- Cyema 属
- Neocyema 属

#### Monognathidae科
- Monognathus 属

#### Saccopharyngidae科
- Saccopharynx 属

#### Eurypharyngidae科
- Eurypharynx pelecanoides 属

### ウナギ亜目
ウナギ亜目 Anguilloidei は3科・7属・約40種で構成される。前頭骨は分割されている。

#### シギウナギ科

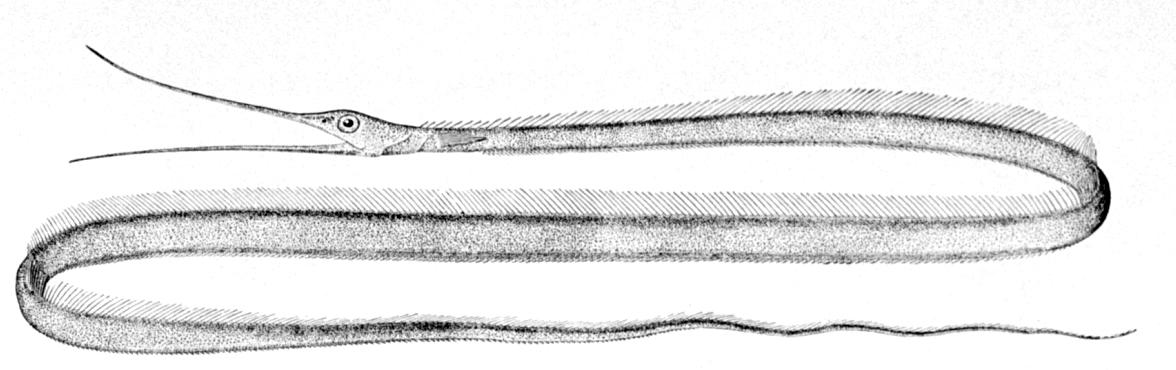
シギウナギ Nemichthys scolopaceus （シギウナギ科）。暖かい海の深海に広く分布する

シギウナギ科 Nemichthyidae には3属・約9種が記載される。シギウナギなど、外洋遊泳性の深海魚が多い。体は極端に細長く、両顎は細く突き出ている。背鰭・臀鰭は尾鰭と連続する。大きな眼と完全な側線をもつ。肛門は胸鰭の真下か、すぐ後ろにある。雄は性成熟の過程で大幅な形態変化を伴う変態を行う。
- クロシギウナギ属 Avocettina
- シギウナギ属 Nemichthys
- Labichthys 属

#### ノコバウナギ科
ノコバウナギ科 Serrivomeridae (Deep sea eel) は2属・約9種からなる。顎は極端に細長く伸び、歯が複数列にわたって並ぶ。背鰭起始部の位置によって2属に分けられ、いずれも中層を遊泳する深海魚である。
- ノコバウナギ属 Serrivomer
- ヒメノコバウナギ属 Stemonidium

#### ウナギ科

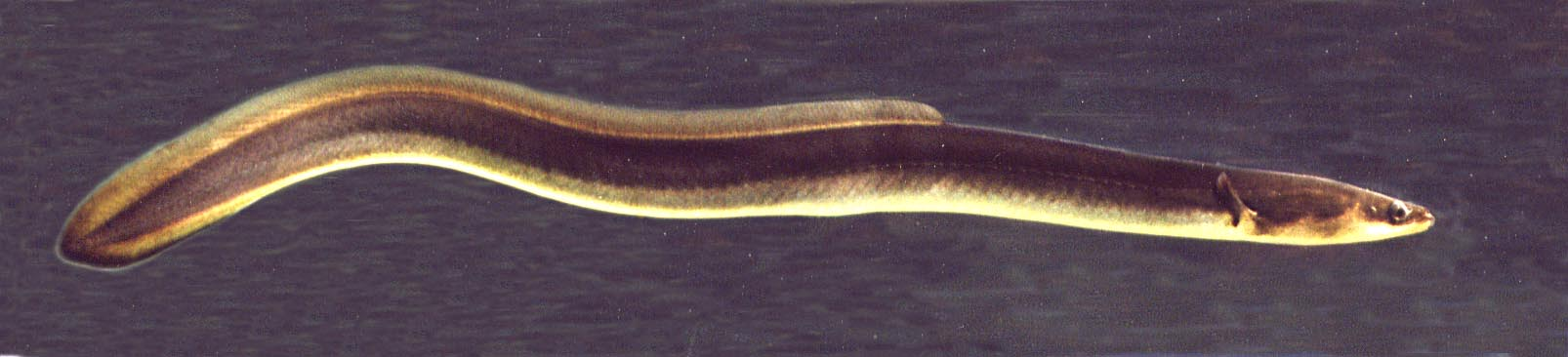
アメリカウナギ Anguilla rostrata （ウナギ科）

ウナギ科 Anguillidae は2属23種を含む。ウナギ・ヨーロッパウナギ・アメリカウナギ・オオウナギ・ニューギニアウナギなどが所属する。河川や河口域で生活した後に海で産卵する降河性の魚類が多く、世界の熱帯・温帯域（東部太平洋と南部大西洋を除く）に分布する。成熟し産卵期が訪れると餌をとるのをやめ、海に降りて特定の産卵場（ウナギはマリアナ海溝、ヨーロッパウナギとアメリカウナギはサルガッソ海）に向かう。孵化したレプトケファルス幼生は沿岸域で変態し、シラスウナギとなって河川に遡上する。
皮膚に埋没した微小な鱗をもつ。鰓の開口部は三日月型。頭部と体側面に完全な側線をもち、胸鰭はよく発達している。
- ウナギ属 Anguilla
- Neoanguilla 属